# Setariopsis
Setariopsis är ett släkte av gräs. Setariopsis ingår i familjen gräs.
Kladogram enligt Catalogue of Life:
| Setariopsis | \| \| Setariopsis auriculata \| \| \| \| \| \| Setariopsis latiglumis \| \| \| \| |
|             | \| \| Setariopsis auriculata \| \| \| \| \| \| Setariopsis latiglumis \| \| \| \| |
|             | Setariopsis auriculata                                                            |
|             |                                                                                   |
|             | Setariopsis latiglumis                                                            |
|             |                                                                                   |